# Cheah Liek Hou
Cheah Liek Hou (8 de marzo de 1988) es un deportista malasio que compite en bádminton adaptado. Ganó dos medallas en los Juegos Paralímpicos de Verano, oro en Tokio 2020 y oro en París 2024.

## Palmarés internacional
| Juegos Paralímpicos | Juegos Paralímpicos | Juegos Paralímpicos | Juegos Paralímpicos |
| Año                 | Lugar               | Medalla             | Prueba              |
| ------------------- | ------------------- | ------------------- | ------------------- |
| 2020                | Tokio (Japón)       | Medalla de oro      | Individual SU5      |
| 2024                | París (Francia)     | Medalla de oro      | Individual SU5      |